# 佐藤純二
佐藤 純二（さとう じゅんじ、1946年11月 - ）は、日本の銀行家。宮崎県出身。農林中央金庫元代表理事副理事長。農林中金総合研究所元代表取締役社長。独立行政法人農畜産業振興機構元理事長。

## 人物・経歴
宮崎県出身。1971年、上智大学法学部法律学科卒業。同年、農林中央金庫に入庫。1990年に青森支店長、1992年に組合金融第一本部推進部企画推進室長、1996年に大阪支店副支店長、1998年に秘書役、1999年に人事部長、2001年に常務理事、2004年に専務理事等を経て、2005年に代表理事副理事長に就任。2008年、農林中金総合研究所代表取締役社長に就任。2011年、独立行政法人農畜産業振興機構理事長に就任。